# Bahnhof Kamikawa
Der Bahnhof Kamikawa (jap. 上川駅, Kamikawa-eki) ist ein Bahnhof auf der japanischen Insel Hokkaidō. Er befindet sich in der Unterpräfektur Kamikawa auf dem Gebiet der Stadt Kamikawa.

## Beschreibung

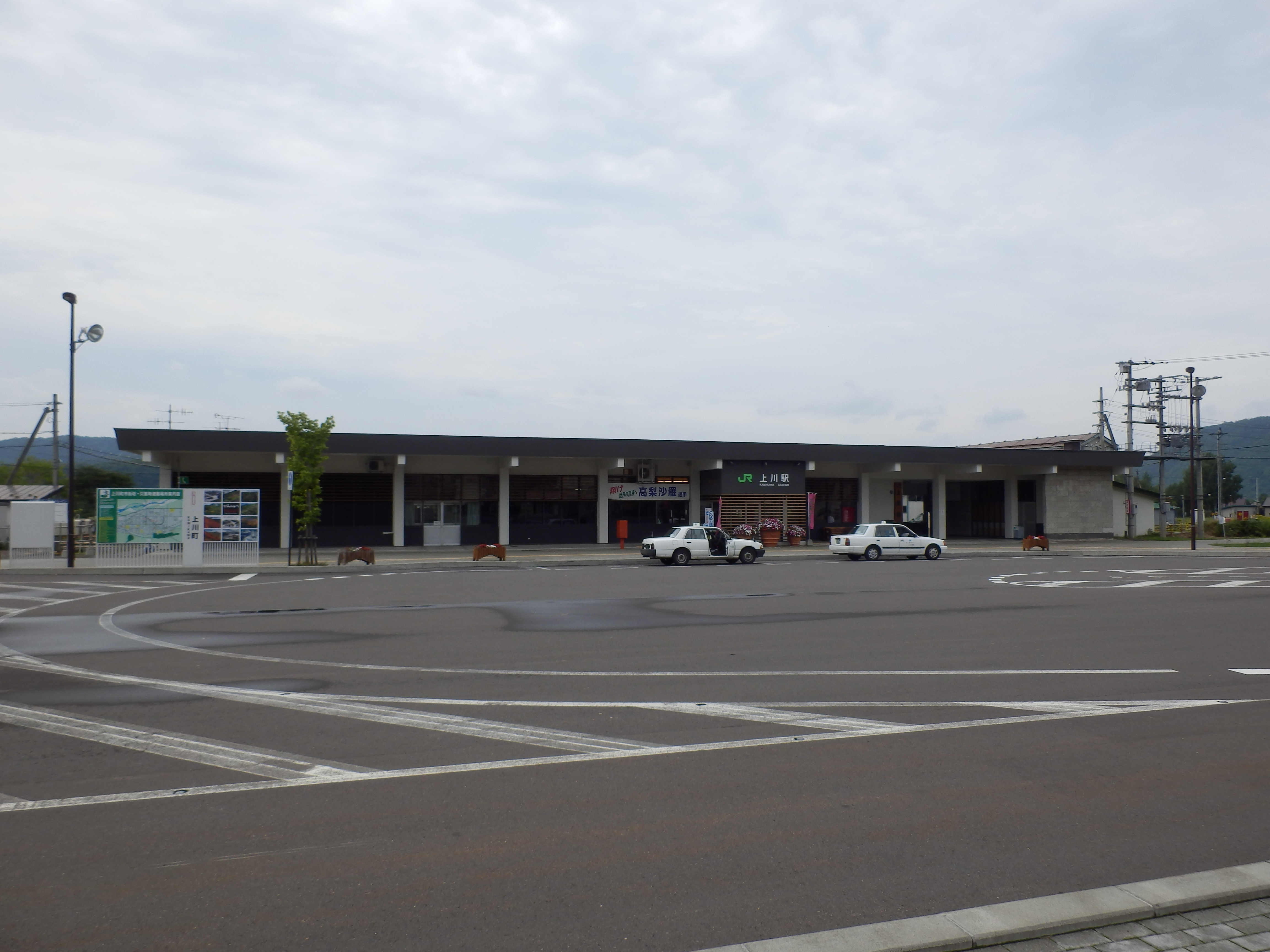
Panoramablick auf das Bahnhofsgebäude und den Kreisverkehr

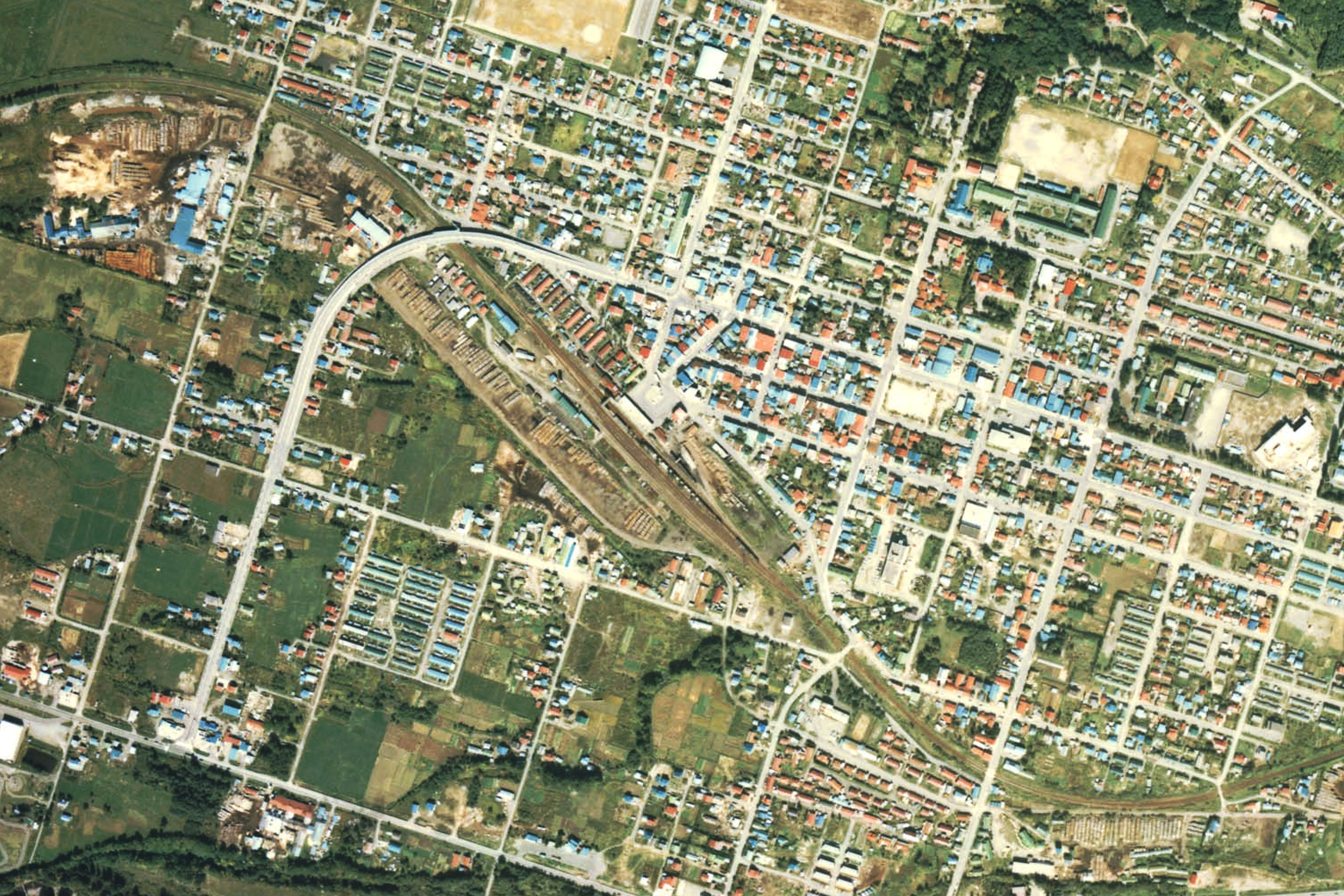
Luftansicht (1977)

Kamikawa ist ein Zwischenbahnhof und früherer Anschlussbahnhof an der Sekihoku-Hauptlinie. Diese führt von Asahikawa über Kitami nach Abashiri und wird von der Gesellschaft JR Hokkaido betrieben. Sämtliche hier verkehrenden Züge halten an diesem Bahnhof. Im Fernverkehr verbinden täglich vier Ochotsk-Schnellzugpaare die Präfekturhauptstadt Sapporo mit Asahikawa und Abashiri. Hinzu kommt einmal täglich der Eilzug Kitami von Asahikawa nach Kitami und zurück. Im Nahverkehr gibt es alle ein bis zwei Stunden einen Regionalzug nach Asahikawa, während der durch das Kitami-Gebirge führende Abschnitt nach Engaru nur von einem Regionalzug täglich befahren wird.
Neben dem Empfangsgebäude befindet sich ein Busterminal der Gesellschaft Dohoku Bus. Sie betreibt Fernbuslinien nach Asahikawa, Kitami, Kushiro, Mombetsu und Obihiro. Eine große Bedeutung für den Tourismus besitzt die Buslinie zur Sōunkyō-Schlucht im Daisetsuzan-Nationalpark.
Der Bahnhof liegt nahe dem Stadtzentrum und ist von Nordwesten nach Südosten ausgerichtet. Er besitzt fünf Gleise, von denen drei dem Personenverkehr dienen. Diese liegen am Hausbahnsteig und an einem teilweise überdachten Mittelbahnsteig, der durch eine gedeckte Überführung mit dem Empfangsgebäude an der Nordostseite der Anlage verbunden ist. Schnell- und Eilzüge halten üblicherweise am Hausbahnsteig. Nordwestlich des Bahnhofs steht ein kleines zweigleisiges Depot zum Abstellen von Bahndienstfahrzeugen.

## Geschichte
Das Eisenbahnministerium eröffnete den Bahnhof am 15. November 1923, zusammen mit dem Abschnitt Aibetsu–Kamikawa der Sekihokusai-Linie (石北西線, Sekihokusai-sen). Sechs Jahre lang war hier Endstation, da der Bau der anschließenden Gebirgsbahn längere Zeit in Anspruch nahm. Am 20. November 1929 folgte die Eröffnung des Teilstücks von Kamikawa bis Nakakoshi westlich des Kitami-Passes. Drei Jahre später war die Strecke mitsamt dem Ishikata-Tunnel vollendet und die Sekihokusai-Linie ging in der Sekihoku-Linie auf (seit 1961 Sekihoku-Hauptlinie genannt).
1947 eröffnete das Forstamt Asahikawa die Sōunkyō-Waldbahn. Sie begann am Bahnhof Kamikawa, war 19 km lang und hatte eine Spurweite von 762 mm, wurde aber nach nur vier Jahren Betrieb stillgelegt. 1961 ersetzte die Japanische Staatsbahn das bisherige Empfangsgebäude durch einen Neubau, 1968 richtete sie eine Container-Verladestelle ein. Aus Kostengründen stellte die Staatsbahn am 1. Februar 1984 die Gepäckaufgabe und den Güterumschlag ein. Im Rahmen der Staatsbahnprivatisierung ging der Bahnhof am 1. April 1987 in den Besitz der neuen Gesellschaft JR Hokkaido über. Diese erneuerte 2008 das Empfangsgebäude.